# Bote salva-vidas número 1 do RMS Titanic

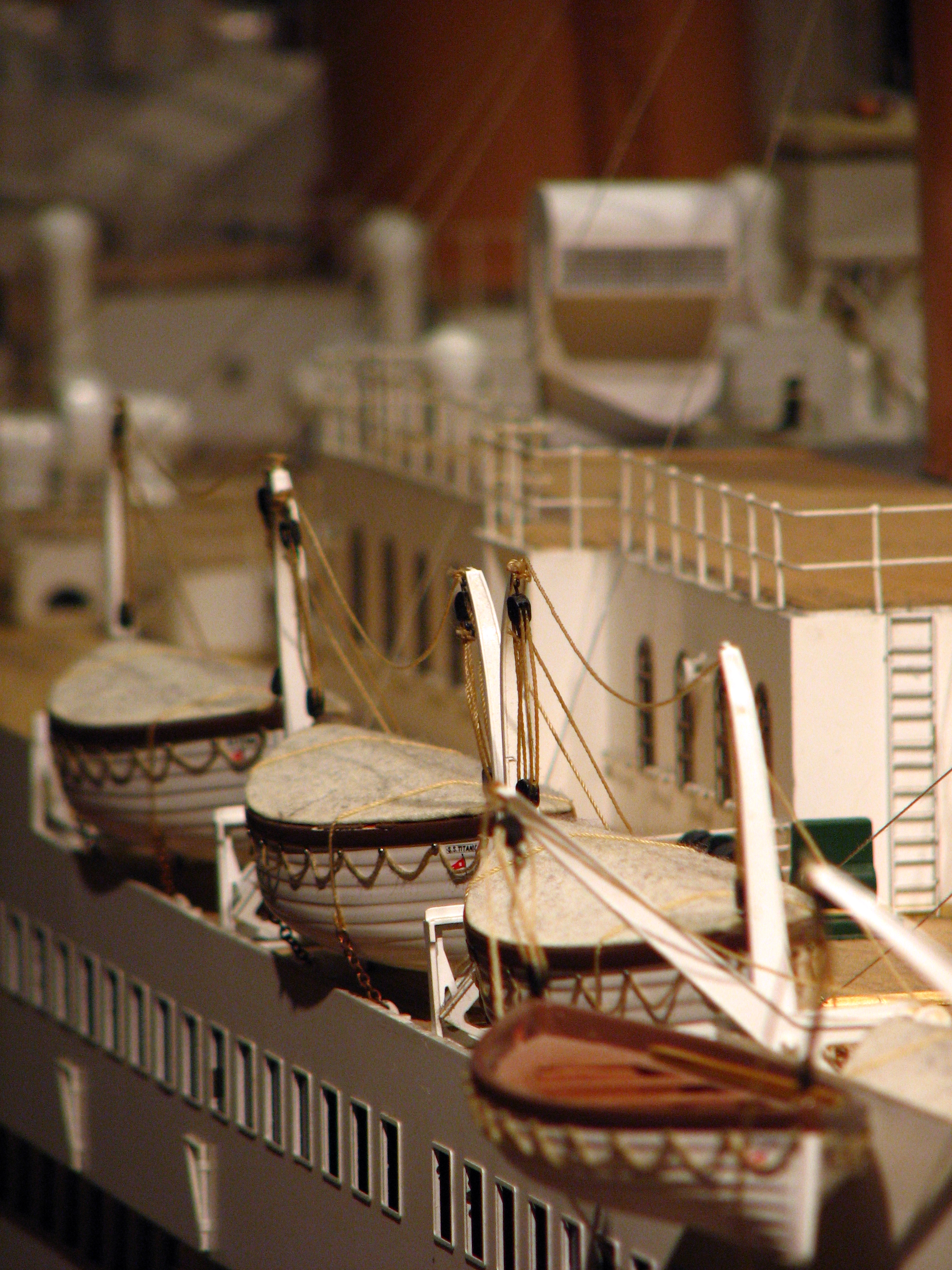
O Bote № 1 (frente) era um cúter de emergências como mostrado no modelo em larga escala do Titanic

O Bote salva-vidas nº 1 do Titanic foi um bote salva-vidas do transatlântico RMS Titanic. Foi o quarto bote a ser lançado ao mar, mais de uma hora depois do navio ter colidido com um iceberg em 14 de abril de 1912, que resultou em seu naufrágio. Com capacidade para 40 pessoas, foi lançado com apenas 12 pessoas a bordo, O menor número de ocupantes que escaparam em um bote naquela noite.

## Descrição
O Bote nº 1 era um dos dois cúters de madeira de emergência que estavam localizado em cada lado do Titanic; o nº 1 estava no lado de  estibordo. Embora tenham realizado uma dupla tarefa como botes salva-vidas, seu principal objetivo era servir a equipe em caso de emergência, como um homem ao mar, e, portanto, já estavam do lado de fora das grades para serem lançados rapidamente. Cada bote de casco trincado no navio tinha uma capacidade de 64 pessoas a bordo, enquanto os botes de emergência menores tinham capacidade para 40 pessoas.

## História
O bote nº 1 foi o quarto a ser lançado do RMS Titanic aproximadamente às 1:05, mais de uma hora depois do transatlântico ter atingido um iceberg e começar a afundar em 14 de abril de 1912. O bote tinha capacidade para 40 pessoas mas foi lançado com apenas doze a bordo, o menor número de ocupantes a escapar do navio naquela noite. A maioria dos ocupantes do Bote 1 eram homens, apesar do Capitão Edward Smith ter usado o protocolo de mulheres e crianças primeiro. O Primeiro Oficial Murdoch, no comando da evacuação do lado de estibordo do navio, permitiu um número de passageiros masculinos da Primeira Classe embarcar nos botes salva-vidas. Murdoch permitiu cinco passageiros e cinco tripulantes embarcarem no bote número 1. Os passageiros incluíam Cosmo Duff Gordon; sua esposa Lucy Duff-Gordon; sua secretária, Mabel Francatelli; Abraham Salomon e C. E. Henry Stengel. Os tripulantes eram: o vigia George Symons, a quem Murdoch colocou no comando da embarcação,  Charles Hendrickson, Samuel Collins, George Taylor, Frederick Sheath, Robert Pusey e Albert Horswill.
O bote 1 não conseguiu se afastar do navio por algum tempo, talvez até às 1:15, devido a um incidente durante sua descida do convés dos botes. Uma protuberância chamada spar, na altura do Convés B, enroscou na borda do bote, atrasando o processo de descida. Até que a equipe usou uma faca ou algo semelhante para cortar o obstáculo, livrando o bote para alcançar o mar.
O bote e seus ocupantes foram pegos pelo RMS Carpathia por volta de 4:10, sendo o segundo bote do Titanic a ser alcançado pelo navio de resgate. Os ocupantes foram fotografados em grupo a bordo do Carpathia. O bote foi içado para dentro do Carpathia juntamente com outros botes do e levados para Nova Iorque. Um dos turcos do qual o Bote 1 foi baixado permanece de pé nos destroços do Titanic em condição relativamente boa.
Devido aos rumores que Sir Cosmo tinha subornado a tripulação em seu bote para não resgatar pessoas deixadas na água depois que o navio afundou,  alguns reportagens da imprensa de Nova Iorque apelidaram o Bote 1 de "Money Boat". As aparições de Cosmo e Lucy Duff Gordon como testemunhas do Inquérito Britânico sobre o Naufrágio do RMS Titanic tiveram a maior multidão vista durante o inquérito.

## Controvérsia
De acordo com o testemunho no Inquérito Britânico do membro da tripulação Charles Hendrickson, ele propôs retornar para resgatar os sobreviventes na água depois que o Titanic afundou, mas "as mulheres se oporam." Consequentemente, ele afirma, o bote não voltou para pegar os que nadavam, embora ele admitisse que havia "espaço suficiente para outra dúzia". Também foi afirmado durante o curso do inquérito pelo tripulante George Symons e outros que foi Lucy Duff Gordon, que expressou a preocupação de que o bote salva-vidas pudesse ser inundado se retornasse. Ela negou a acusação e seu testemunho foi apoiado por outros membros da tripulação que revelaram que não ouviram sua objeção nem nenhuma proposta em voltar.
De acordo com o testemunho de Robert Pusey, uma conversa sobre dinheiro ocorreu no bote por volta de 3:00, quase uma hora depois no Titanic ter afundado. Ele afirmou que a discussão foi motivada por um comentário privado que Lucy Duff Gordon fez à Mabel Francatelli: "A sua linda camisola se foi." Ao ouvir a conversa, Pusey respondeu: "Não importa, vocês salvaram suas vidas". Depois queixando-se de que ele e os outros marinheiros não só perderam tudo, mas seu pagamento havia parado desde o momento em que o navio afundou; ao qual Cosmo Duff Gordon respondeu, "Muito bem, vou dar a cada um cinco libras para comprar uma nova mala!." A bordo do navio de resgate Carpathia, fez como prometido, presenteando cada um dos sete tripulantes de seu bote com um cheque de £5..
O Inquérito Britânico emitiu um relatório depois de revisar a evidência de suas sondagens, que incluiu testemunho juramentado de todos os membros da tripulação do Bote 1, bem como uma declaração juramentada de Mabel Francatelli. O relatório afirma:
A acusação muito grave contra Sir Cosmo Duff Gordon de que, tendo entrado no Bote nº 1, ele subornou os homens para que remassem para longe das pessoas que se afogavam, é infundada.
O relatório, entretanto, admoestou os ocupantes do Bote 1 por não fazer um esforço concentrado para resgatar os sobreviventes da água.

## Ocupantes
| Nome                            | Idade | Classe/Departamento | Notas |
| ------------------------------- | ----- | ------------------- | --- |
| Samuel Collins                  | 35    | Motores             | Foguista |
| Cosmo Duff Gordon               | 49    | Primeira Classe     | 5º Barão; Proprietário de terras escocês e desportista que foi concorrente de esgrima no Jogos Olímpicos de 1906 em Atenas, e que serviu ao comitê nas Jogos Olímpicos de Verão de 1908. |
| Lucy Duff-Gordon                | 48    | Primeira Classe     | Nascida Sutherland; Estilista conhecida como Lucile, fundadora e designer chefe da Lucile Ltd, considerada a primeira casa global de alta costura.                                       |
| Laura Mabel Francatelli         | 31    | Primeira Classe     | Secretária de Lucy Duff Gordon |
| Charles George Hendrickson      | 29    | Motores             | Foguista chefe |
| Albert Edward James Horsewill   | 33    | Convés              | Marinheiro |
| Pusey, Mr. Robert William       | 24    | Motores             | Foguista |
| Abraham "Abram" Lincoln Salomon | 43    | Primeira Classe     | Proprietário de um negócio de papelaria por atacado em Nova Iorque. |
| Frederick Sheath                | 20    | Motores             | Carvoaria |
| Charles Emil Henry Stengel      | 54    | Primeira Classe     | Fabricante de couro de Newark, N. J.; sua esposa Annie May também sobreviveu, tendo embarcado do bote salva-vidas #5 mais cedo                                                           |
| George Symons                   | 24    | Convés              | Vigia; colocado no comando do bote nº 1 |
| George Taylor                   | 24    | Motores             | Foguista; assinado sob o nome de seu irmão: "James Taylor" |

## O Bote 1 na cultura popular
Em uma cena deletada do filme de 1997 de James Cameron, Titanic, Sir Cosmo Duff Gordon (Martin Jarvis) e Lady Duff Gordon (Rosalind Ayres) são mostrados sentados no bote número 1 quando o foguista Hendrickson recomenda resgatar as pessoas na água. Sir Cosmo olha para sua esposa, que parece angustiada, antes de responder, "Está fora de questão."
Na mini-série para TV de 2012 Titanic, Lady Duff Gordon (Sylvestra Le Touzel) é mostrada de pé no Bote 1, exortando sua secretária a entrar com ela, dizendo: "Não seja tola Francatelli, este bote não está afundando, aquele está," apontando para o navio. Ela é posteriormente mostrada dizendo ao Oficial Murdoch para permitir alguns homens a bordo, incluindo seu marido, então ordenando que ele baixasse o bote.
O carregamento e lançamento do Bote 1, e a decisão dos ocupantes de não retornar para o local do naufrágio do Titanic', são também retratadas no filme de 1958 A Night to Remember, baseado no livro de mesmo nome de Walter Lord.